# جسی گارسیا
جسی گارسیا (انگلیسی: Jesse Garcia؛ زادهٔ ۱۹۸۲) هنرپیشه آمریکایی مکزیکی‌تبار است.